# П'ять днів відпочинку
«П'ять днів відпочинку» (рос. «Пять дней отдыха») — радянський чорно-білий драматичний художній фільм 1969 року, знятий режисером Едуардом Гавриловим на кіностудії «Мосфільм».

## Сюжет
За мотивами однойменної повісті І. Герасимова. У грудні 1941 року Олексій Казанцев приїжджає на п'ять днів з передової в блокадний Ленінград і знайомиться з Олею, батько якої серед пітерських добровольців іде на фронт. Ольга примирилася зі своєю хворобою і її майбутнє не лякає. Олексій докладає всіх сил для порятунку дівчини. Напередодні повернення Олексія на фронт Ольга стає його дружиною.

## У ролях
- Олег Єфремов — Олексій Казанцев
- Наталія Кузнецова — Кошкіна Ольга Сергіївна
- Іван Лапиков — Матвій Кошкін, батько Олі
- Микола Боярський — Дальський
- Олександр Михайличенко — Шустов
- Віктор Маркін — комбриг ополченців, капітан
- Андрій Манке — Крилов, молодший лейтенант
- Сергій Торкачевський — Воєводін
- Тамара Володіна — актриса оперети
- Олег Воскресенський — артист оперети
- Анатолій Королькевич — артист оперети
- Володимир Шишкін — артист оперети
- Світлана Коновалова — реєстратор у РАГСі
- Тетяна Струкова — вдова на цвинтарі
- Микола Сергєєв — могильник
- Михайло Ладигін — водій вантажівки (озвучив Іван Рижов)
- Євген Філатов — солдат

## Знімальна група
- Режисер — Едуард Гаврилов
- Сценарист — Йосип Герасимов
- Оператор — Олександр Харитонов
- Композитор — Веніамін Баснер
- Художник — Микола Усачов